# Ineos Grenadier
Ineos Grenadier — внедорожник, разработанный и производимый компанией Ineos Automotive Ltd. Он был запущен в производство в июле 2022 года. Grenadier был разработан как современная замена оригинального Land Rover Defender с квадратным кузовом и стальным лестничным шасси, неразрезными мостами, а также шестицилиндровыми двигателями внутреннего сгорания производства BMW.

## История
Ineos Automotive Ltd была основана сэром Джимом Рэтклиффом, миллиардером и председателем многонациональной химической компании Ineos. Рэтклиффу пришла в голову идея создать замену своему Land Rover Defender и он обратился к Jaguar Land Rover с просьбой купить инструменты для продолжения производства после того, как оригинальная модель была прекращена в Солихалле через 67 лет в январе 2016 года, но фирма отказалась. Позже Рэтклифф решил инициировать проект по проектированию и созданию аналогичной машины под кодовым названием Projekt Grenadier.
Автомобиль назван в честь любимого паба Рэтклиффа, The Grenadier, в Белгравии, Лондон, где рассматривалась первоначальная идея и где была показана рекламная презентация. Сравнивая этот проект с планом Джеймса Дайсона по созданию электромобиля в Сингапуре, который был отменен в октябре 2019 года и списал 500 миллионов фунтов стерлингов из его собственных денег, инсайдер отрасли прокомментировал: «Если JLR, которая производила Defender в течение 70 лет, испытывает трудности, тогда это показатель того, насколько тяжело придется новичку».
Автомобиль предполагалось производить в Уэльсе, но позже подтвердили, что он будет производиться во Франции. Производство началось в июле 2022 года на заводе Ineos Automotive в Амбахе, Франция. Первые поставки осуществлены в декабре 2022 года.

## Разработка
В марте 2019 года Ineos Automotive объявила о заключении партнерства с BMW в области технологий силовых агрегатов. В сентябре 2019 года было объявлено, что Grenadier будет производиться на специальном новом производственном предприятии на новой площадке в Бридженде, Уэльс. Ineos Automotive также подтвердила, что будет инвестировать в завод по сборке кузовов и шасси Grenadier в Эштарреже, Португалия. В декабре 2019 года Ineos Automotive объявила австрийскую компанию Magna Steyr своим инженерным партнером по разработке Grenadier. Это партнерство будет контролировать превращение концепции проекта разработки в серийный автомобиль. При разработке внедорожника ему предстоит пройти 1,1 миллиона миль (1,8 миллиона км) в рамках изнурительного режима испытаний. Марк Теннант, коммерческий директор Ineos Automotive, сообщил Financial Times, что до того, как дизайн автомобиля был обнародован, было получено 50 000 выражений заинтересованности. Фирма планирует производить 25 000 моделей Grenadier в год на полной мощности. В июне 2020 года Ineos Automotive представила первый взгляд на внешний вид Grenadier, а также некоторую техническую информацию, касающуюся шасси автомобиля, возможностей буксировки и подвески.
7 июля 2020 года стало известно, что Ineos Automotive вела переговоры с Daimler AG, владельцем Mercedes-Benz, о покупке завода Smart в Амбахе, Франция, и производстве Grenadier там, а не в Уэльсе и Португалии. «Это серьёзное деловое соображение», — сказал Теннант. Кен Скейтс, министр экономики, транспорта и Северного Уэльса правительства Уэльса, сказал, что это будет «настоящим ударом, если Ineos откажется от своих публичных обязательств». В июле 2020 года сообщалось, что правительство Уэльса потратило 5 миллионов фунтов стерлингов на поддержку развития завода Ineos в Бридженде, создав условия для работы и дорожной инфраструктуры, и тогда заявило, что «будет стремиться окупить соответствующие затраты компании», если Завод в Бридженде был закрыт.
В ноябре 2020 года было объявлено, что Ineos будет работать с корейским автопроизводителем Hyundai над долгосрочным планом по разработке надежного источника водорода в Европе для использования технологии топливных элементов Hyundai без выбросов углекислого газа в более позднем производстве Grenadier.
8 декабря 2020 года Ineos объявила, что приобрела завод Smartville в Амбахе, Франция, для строительства Grenadier, заявив, что расположение объекта «обеспечивает отличный доступ к цепочкам поставок, автомобильным талантам и целевым рынкам». Ineos отрицает в Твиттере, что получала «гранты или другую прямую финансовую поддержку» от правительств Уэльса и Португалии. 29 сентября 2021 года Ineos объявила, что разместит свою штаб-квартиру в Северной Америке в Роли, Северная Каролина. В ноябре 2021 года Ineos Automotive сообщила, что за три года реализации проекта понесла убытки, превышающие 250 миллионов фунтов стерлингов. Другие компании, принадлежавшие Рэтклиффу, предоставили кредиты автомобильной дочерней компании, так что общая сумма его обязательств на тот момент могла превышать 650 миллионов фунтов стерлингов.
В январе 2022 года команда инженеров Ineos попала в «наводнение, которое случается раз в сто лет» во время испытаний в жаркую погоду в глубинке Южной Австралии. Ineos планирует вернуться в Австралию, чтобы завершить испытания, а также совершить экспедицию по маршруту Canning Stock Route.

## Дизайн
Хотя Grenadier не является прямой копией Land Rover Defender (в нём не используются оригинальные запчасти или компоненты), Тоби Экайер очень ясно дал понять, что их миссия заключалась именно в создании современного Defender, заявив, что это «огромный позор», что уходящий Defender прекращает производство. В интервью Autocar UK он объяснил, что их миссия изначально началась с попытки сделать именно это. «Мы подумали, ну заменим. Потом подумали, давайте построим что-нибудь получше, такое, что не протекает и комфортно. Ведь сейчас не 1948 год. Можно двигаться дальше». Говоря о том, как они будут модернизировать дизайн Defender, он заявил: «Именно тогда мы начали собирать подобные автомобили — Bronco, Pajero, G-Class, различные джипы — чтобы посмотреть, как это сделали другие производители».
На онлайн-презентации Тоби Экайер, руководитель отдела дизайна Ineos Automotive, сказал: «У нас были джипы, Land Rover, Toyota Hilux, Toyota Land Cruiser, Nissan Patrol, Ford Bronco. И мы смотрели на фургоны, грузовики, Mercedes-Benz Unimog, военные автомобили, тракторы. Особенно интересны были автомобили африканского производства. Все они сформировали наш план создания автомобиля, который был бы чрезвычайно функциональным, но в то же время очень честным и несложным». Внешний дизайн Grenadier был впервые показан публике во время онлайн-презентации 1 июля 2020 года. На презентации Рэтклифф сказал: «Проект Grenadier начался с выявления пробела на рынке, от которого отказались ряд производителей, для утилитарный внедорожник. Это дало нам основу для разработки мощного, долговечного и надежного внедорожника, созданного для работы в самых суровых условиях мира». Стив Кропли, главный редактор Autocar, сказал: «В результате получился простой, пропорциональный и знакомый внедорожник».
Экюйер надеется, что ни одно из неизбежных обсуждений уважения к дизайну Defender не затмевает уникальный и утилитарный дизайн Grenadier: крыша, которая одновременно служит багажником, поперечные перекладины на крыше (которые идут примерно там же, где у Defender 110 есть потолочные фонари), задняя дверь, состоящая из двух частей, открытые дверные петли и универсальные «вспомогательные направляющие», которые проходят вдоль внешней стороны дверных панелей, где обычно размещаются вещи.

### Grenadier Quartermaster
В июле 2023 года Ineos представила Grenadier Quartermaster, четырёхдверную пикап версию внедорожника Grenadier.  По сравнению с внедорожником его колесная база была увеличена на 305 мм (12,0 дюйма), чтобы соответствовать кузову, максимальная грузоподъемность которого составляет 760 кг (1680 фунтов).  Размеры грузового отсека составляют 1564 мм (61,6 дюйма) в длину и 1619 мм (63,7 дюйма), что позволяет разместить стандартный европоддон. Буксировочная способность Grenadier Quartermaster составляет 3500 кг (7700 фунтов), что идентично стандартному внедорожнику.

## Характеристики
Grenadier оснащен различными шестицилиндровыми двигателями BMW; 3,0-литровый 6-цилиндровый бензиновый двигатель B58 и 3,0-литровый 6-цилиндровый дизельный двигатель B57. В Grenadier дизельный двигатель B57 развивает мощность 183 кВт (3250-4200 об/мин) и крутящий момент 550 Нм (1250-3000 об/мин). Бензиновый двигатель B58 развивает мощность 210 кВт (4750 об/мин) и крутящий момент 450 Нм (1750-4000 об/мин).
Оба двигателя работают в паре с восьмиступенчатой автоматической коробкой передач ZF (под кодовым названием 8HP51 для бензинового двигателя и 8HP76 для дизельного двигателя) с тем, что Ineos называет новым «сверхмощным» гидротрансформатором.
Все Grenadiers стандартно поставляются с постоянным полным приводом (4WD), доступ к пониженному диапазону осуществляется через двухскоростную раздаточную коробку Tremec 2,5:1.
Grenadier построен на шасси лестничной рамы коробчатого сечения. На каждом конце установлены усиленные балочные оси Carraro, соединенные с пятирычажной винтовой подвеской, поставляемой Eibach, обеспечивающей девять градусов шарнирного соединения передней оси и 12 градусов задней, а также стабилизаторы поперечной устойчивости для управляемости на дороге.

## Электрический Grenadier
Вторая версия Grenadier — это электрическая модель, производство которой запланировано на 2026 год. Она будет разработана совместно с канадским производителем автозапчастей Magna International, который уже производит автомобили для Mercedes-Benz, BMW, Jaguar, Land Rover и стартапа Fisker Inc. Этот Grenadier будет также будет построен на заводе в Граце, Австрия, который уже производит электрические внедорожники для Jaguar и Fisker.

## Версия на топливных элементах
Теннант сказал, что двигатели внутреннего сгорания лучше всего подходят для «грубой, тяжелой работы», и указал на необходимость хорошего запаса хода и автономности в отдаленных частях мира, при этом водородные топливные элементы являются частью долгосрочного плана.
Развертывание цепочки поставок водорода само по себе может принести пользу Ineos, которая производит 300 000—400 000 тонн водорода в год.

## Галерея
- Grenadier спереди
- Интерьер Grenadier на IAA 2021
- Багажник Grenadier
- Задний фонарь Grenadier
- Grenadier на Classic Days 2022
- Grenadier сзади